# واستا (داکوتای جنوبی)
واستا(به انگلیسی: Wasta) شهری در ایالت داکوتای جنوبی کشور ایالات متحده آمریکا است که جمعیت آن در سرشماری سال ۲۰۱۰ میلادی، ۸۰ نفر بوده‌است.